# Perro (lied)
Perro is een lied van de Nederlandse producer SRNO in samenwerking met de Nederlandse rapformatie Broederliefde en de Nederlandse rapper Dopebwoy. Het werd in 2021 als single uitgebracht.

## Achtergrond
Perro is geschreven door Denzel van Gemert, Emerson Akachar, Javiensley Dams, Jerzy Miquel Rocha Livramento, Jordan Jacott, Melvin Silberie en Serrano Gaddum en geproduceerd door SRNO. Het is een nummer dat past in het genre nederhop met effecten uit de dancehall. In het lied rappen en zingen de artiesten over dat zij wilde mannen zijn waar vrouwen naar verlangen. De titel "perro" kan vertaald worden naar "hond".
Het is de eerste keer dat de artiesten tegelijkertijd met elkaar samenwerken. Wel werkten SRNO en Dopebwoy al meermaals met elkaar. Dit deden zij op TikTok, Christian Dior, Champagne papi en Marbella. Ze herhaalden de samenwerking op Givency, Monaco en Panorama.

## Hitnoteringen
De artiesten hadden bescheiden succes met het lied in Nederland. Het piekte op de 83e plaats van de Single Top 100 in de twee weken dat het in deze hitlijst te vinden was. De Top 40 en haar Tipparade werden niet bereikt.